# Kérouané (Präfektur)

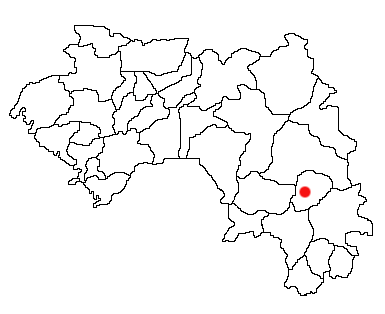
Lage von Stadt und Präfektur Kérouané in Guinea

Kérouané ist eine Präfektur in der Region Kankan in Guinea. Wie alle guineischen Präfekturen ist sie nach ihrer Hauptstadt, Kérouané, benannt.
Die Präfektur liegt im Osten des Landes und umfasst eine Fläche von 7.950 km². 2006 hatte sie etwa 124.000 Einwohner.